# سي أند أي
سي أند أي هي شركة ذات أصول هولندية متخصصة في تجارة الملابس.